# Bickley, Cheshire
Bickley är en ort i civil parish No Man's Heath and District, i distriktet Cheshire West and Chester, i Storbritannien. Det ligger i grevskapet Cheshire och riksdelen England, i den södra delen av landet, 240 km nordväst om huvudstaden London. Bickley var en civil parish 1866–2015 när blev den en del av No Mans Heath & District. Civil parish hade 481 invånare år 2011. Byn nämndes i Domedagsboken (Domesday Book) år 1086, och kallades då Bichelie.